# Dekanat Mińsk Mazowiecki – Narodzenia NMP
Dekanat Mińsk Mazowiecki – Narodzenia NMP – dekanat diecezji warszawsko-praskiej wchodzącej w skład metropolii warszawskiej. 
Funkcję dziekana dekanatu pełni od 13.09.2021 ks. Jerzy Karol Mackiewicz proboszcz parafii Narodzenia Najświętszej Maryi Panny w Mińsku Mazowieckim, a wicedziekanem od 10.09.2022 jest ks. Adam Praszczałek, proboszcz parafii Matki Bożej z Guadalupe w Budach Barcząckich. 

## Parafie
| Lp | Miejscowość / parafia                                      | Proboszcz / administrator  | Zdjęcie |
| -- | ---------------------------------------------------------- | -------------------------- | ------- |
| 1  | Budy Barcząckie Matki Bożej z Guadalupe                    | ks. Adam Praszczałek       |         |
| 2  | Cegłów św. Jana Chrzciciela i św. Andrzeja Apostoła        | ks. Dariusz Cempura        |         |
| 3  | Huta Mińska Matki Boskiej Nieustającej Pomocy              | ks. Wojciech Pancewicz     |         |
| 4  | Ignaców św. Antoniego                                      | ks. Edward Staszczyszyn CM |         |
| 5  | Jakubów św. Anny                                           | ks. Mirosław Tempczyk      |         |
| 6  | Kałuszyn Wniebowzięcia Najświętszej Maryi Panny            | ks. Jerzy Marcin Skłucki   |         |
| 7  | Mińsk Mazowiecki Narodzenia Najświętszej Maryi Panny       | ks. Jerzy Karol Mackiewicz |         |
| 8  | Mińsk Mazowiecki św. Michała Archanioła (cywilno-wojskowa) | ks. Adam Prus              |         |
| 9  | Mistów Matki Bożej Fatimskiej                              | O. Marcin Borządek CCN     |         |
| 10 | Mrozy św. Teresy od Dzieciątka Jezus                       | ks. Krzysztof Pietrzak     |         |
| 11 | Wólka Mińska Matki Bożej Dobrej Rady                       | ks. Jerzy Danecki          |         |